# Youth Action for Peace
Youth Action for Peace – Deutschland – Christlicher Friedensdienst e. V. (YAP-CFD) ist der deutsche Zweig des internationalen Netzwerkes Youth Action for Peace. 2013 stellte YAP-CFD seine eigenständige Freiwilligenarbeit in Deutschland ein.

## Geschichte
1924 gründeten Christen aus den Niederlanden, Belgien, England und der Schweiz in Liévin in Belgien den „Kreuzritterorden“, der später in „Christlicher Friedensdienst“ umbenannt wurde.
Gegründet wurde der Verein als eine christliche Gemeinschaft, die sich für die Versöhnung in Europa starkmacht. Ausgangspunkt waren 1923 die gemeinsamen Bemühen eines französischen Besatzungsoffiziers und des Bürgermeisters von Datteln zur Verbesserung der deutsch-französischen Verständigung während und nach der französischen Besatzung des Ruhrgebiets. Der Christliche Friedensdienst (cfd) wurde in Deutschland schon bald nach der Machtübernahme der Nationalsozialisten verboten. Ebenso ging es dem Mouvement Chretien pour la Paix (MCP), dem ersten friedensdienstlichen Netzwerk, nach der Besetzung Frankreichs. Einzelpersonen versuchten jedoch auf privater Basis Kontakt zu den aktiven Flüchtlingshelfern in der Schweiz zu halten.
Nach dem Krieg kam das Gedankengut des cfd von der Schweiz wieder zurück nach Deutschland und Frankreich. Die Idee hat sich nach dem Zweiten Weltkrieg schnell in Europa ausgebreitet. So entstanden kurz danach auch in Italien, den Benelux-Staaten, England und anderen europäischen Ländern wie Malta und Portugal cfd-Zweige. Später wurden Kontakte zu Friedensaktivisten in Algerien und Palästina geknüpft. Nach dem Zusammenbruch des Warschauer Pakts 1991 kamen auch Initiativen aus osteuropäischen Ländern, z. B. aus Lettland, Litauen, Rumänien und Ungarn, hinzu.
Die nationalen Partnerorganisationen schlossen sich zu einem internationalen Dachverband zusammen. Der Verband hieß lange Zeit „Christian Movement for Peace“ (CMP), wurde jedoch 1994 in „Youth Action for Peace“ (YAP international) umbenannt, um seine Offenheit für jegliche Religionen zum Ausdruck zu bringen.
Im Jahr 2010 löste sich das Netzwerk YAP international wegen finanzieller und personeller Schwierigkeiten auf.

## yap-cfd Deutschland
Yap-cfd organisierte vor allem Workcamps und längerfristige Freiwilligendienste. Über internationale Netzwerke wurden engagierte Teilnehmer in internationale Seminare vermittelt. Neben internationalen Workcamps bot Yap-cfd auch längerfristige Freiwilligendienste wie den European Volunteer service (EVS), Weltwärts, internationaler Jugendfreiwilligendienst und Projekte für Selbstzahlende an. Die Organisation war Mitglied in der „Aktionsgemeinschaft Dienst für den Frieden“ (AGDF), einem Zusammenschluss verschiedener Organisationen, die in den Bereichen lokale und regionale Friedensarbeit, Bewusstseinsbildung, Bildung sowie Freiwilligendienste tätig sind. Die Organisation ist außerdem Mitglied des CCIVS, des Coordinating Committee for international Voluntary Services der UNESCO.
Die Organisation war auch Teilnehmer der Trägerkonferenz, dem Zusammenschluss der deutschen Workcamporganisationen.
2013 stellte yap-cfd seine eigenständige Arbeit in Deutschland ein und integrierte seine Arbeitsfelder in die Arbeit des Vereins ICJA Freiwilligenaustauch weltweit aus Berlin ein.